# Stader Geest
Stader Geest er et gestlandskab og en naturregion på den Nordtyske Slette. Den omfatter store dele af området mellem floderne Weser og Elben, det såkaldte Elbe-Weser-Dreieck mellem byerne Hamburg, Bremen, Verden (Aller) og Cuxhaven og grænser til landskaberne Elbmarsken, Wesermarsken, Weser-Aller-lavlandet og Lüneburger Heide.

## Administrativ inddeling
Stader Geest hører til Landkreisene Osterholz, Verden, Cuxhaven, Rotenburg (Wümme) og Stade, samt små dele af byerne Bremen und Bremerhaven.

## Inddeling
Stader Geest er opdelt i Moræneområderne Wesermünder Geest og Zevener Geest, der adskilles af Hamme-Oste-lavningen samt Achim-Verdener Geest.

## Landschaftsbild
Den tyndt befolkede Stader Geest er præget af sandede gestjorder, naturlige flodlavninger og moser omkring floderne Wümme, Hamme og Oste samt randområderne til Elben, Weser og Aller. Regionen er præget af landbrug med kvægbrug, men også en kartoffel- og aspargesavl. Mange steder er der vindkraftanlæg. Stader Geest krydses af store veje mellem Hamburg, Bremen, Bremerhaven, og Hannover. Langs disse veje er der flere store industriområder.

## Byer kommuner og Samtgemeinden
På denne liste er der Byer kommuner og Samtgemeinden i Stader Geest.
- Achim
- Apensen
- Bothel
- Bremervörde
- Buxtehude
- Fintel
- Fredenbeck
- Geestequelle
- Gnarrenburg
- Grasberg
- Harsefeld
- Hollenstedt
- Kirchlinteln
- Langwedel
- Ottersberg
- Oyten
- Rotenburg (Wümme)
- Scheeßel
- Selsingen
- Sittensen
- Sottrum
- Stade
- Tarmstedt
- Tostedt
- Verden (Aller)
- Zeven